# Dwarkanath Tagore

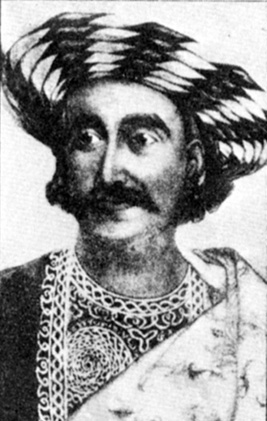
Dwarkanath Tagore

Dwarkanath Tagore (Bengalisch: দ্বারকানাথ ঠাকুর, Dbārakānāth Ṭhākur; * 1794; † 1. August 1846 in London) war ein bengalischer Unternehmer, Sozialreformer und Mäzen aus Kolkata.

## Leben
Der Großvater von Rabindranath Tagore war Brahmane der höchsten Kaste, der jedoch bei den übrigen Angehörigen des Kastenverbundes, des Kulin-gotra, durch Übertritte von Teilen der Familie zum Islam, den so genannten Piralis, in Misskredit geraten war; zwar bedeutet der Name „Thakur“ (anglisiert „Tagore“) so viel wie „Lord, Herr, Gott“, aber die Inferiorität gegenüber den hohen Brahmanenkasten blieb stets ein Stachel im Fleisch der Familie und kann als ein Motiv für Tagores unternehmerisches Engagement und die Gründung des Brahmo Samaj angesehen werden. Als Grundbesitzer, Unternehmer und Initiator unzähliger kultureller und wirtschaftlicher Unternehmungen war Tagores Einfluss in Kolkata und im Bengalen des frühen 19. Jahrhunderts auf die Modernisierung des Landes und das indische Selbstverständnis bedeutend. Neben seinen wirtschaftlichen Aktivitäten blieb Tagore zeitlebens Beamter der East India Company.
Tagore lernte bei einem britischen Anwalt die Regeln des Permanent Settlement (der Land- und Steuerverfassung), des Supreme Court und die lokalen Rechtsverhältnisse kennen und sprach bald fließend Persisch und Englisch; als erfolgreicher Zamindar (Großgrundbesitzer und Steuereinnehmer) erwarb er nach und nach zahlreiche Ländereien, die er im Gegensatz zu seinen Babu-Landsleuten (Babu, das Gegenstück zum angloindischen Neureichen, dem Nabob) teilweise von europäischen Angestellten bewirtschaften ließ. Die ihm zur Verfügung stehenden Mittel setzte er für die Gründung und Förderung von solchen Unternehmungen ein, die das Monopol der East India Company zuließ: auf ihn geht die Gründung einer Bank zurück (Carr, Tagore und Co., nach der Parsi-Bank in Bombay die erste anglo-indische Gemeinschaftsunternehmung), die Einrichtung von Kohlenminen, Teepflanzungen in Assam, Schiffstransporte mit Tee nach London, Reedereien mit Kontakten bis nach China (die Segler transportierten Opium, das die Englische Ostindien-Kompanie offiziell nicht einführen wollte oder durfte; Opiumkrieg), einer Dampfschifffahrtsgesellschaft auf dem Hugli, einer Versicherung, ausgedehnter Indigoproduktion und Immobilienbesitzes und zweier englischsprachiger Zeitungen.
Tagore genoss hohes Ansehen und lebte seinem Wohlstand entsprechend als nouveau riche d. h. als erfolgreicher Aufsteiger. So gab er im umgebauten und neu dekorierten ehemaligen Palast des Generalgouverneurs Auckland, der Belgachhia Villa, rauschende Feste mit Elefanten, Bootsfahrten und Eis für seine europäischen und einheimischen Gäste, darunter der Generalgouverneur selbst. Bis zum Tod seiner Frau Digambari im Jahr 1839 aß er dabei – ihrem Wunsch entsprechend – nicht mit den Gästen, um sich nicht zu verunreinigen. Zum traditionsreichen Bengal Club in der White Town der Briten hatte man ihm als Inder den Zutritt verweigert.
Tagore setzte sich darüber hinaus stark für soziale, kulturelle und Bildungseinrichtungen ein: sein Engagement galt u. a. der Asiatic Society, deren Mitglied er seit 1829 war, dem Calcutta Medical College und dem Sans Souci Theatre.
Seine erste Reise nach Europa (1842) trat er über Sues auf dem eigenen Dampfschiff an; seine Begegnungen mit der britischen Königin Victoria, König Louis-Philippe I. von Frankreich, dem britischen Premierminister Robert Peel sowie mit den Schriftstellern Dickens und Thackeray, der selbst aus Kolkata stammte, erregten großes Aufsehen.

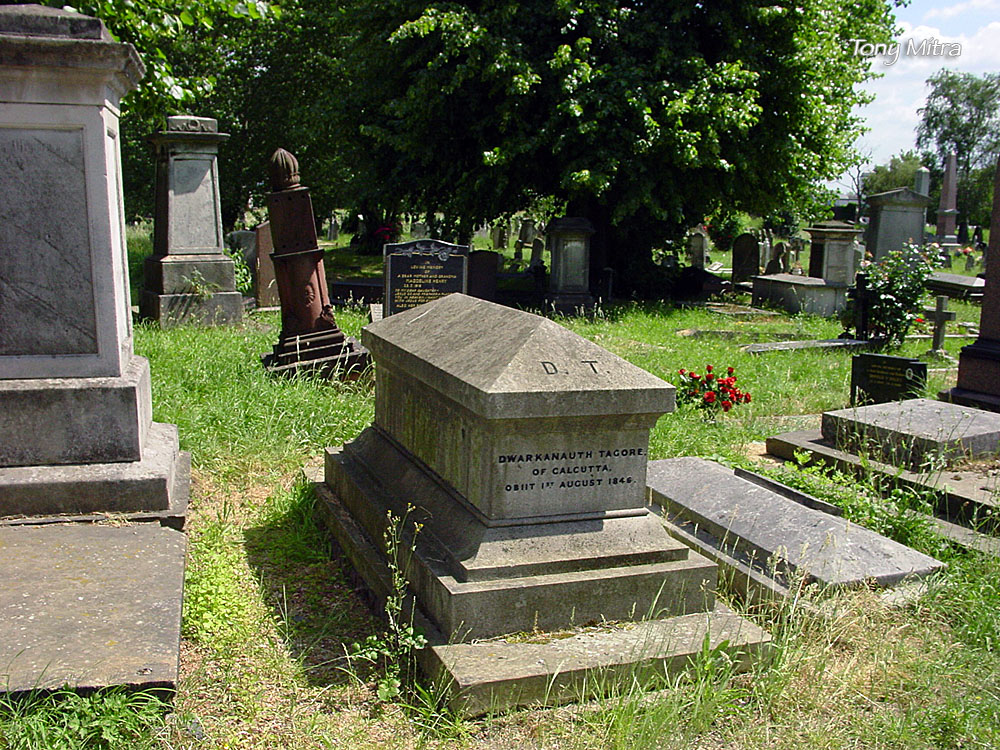
Dwarkanath Tagores Grab in London

Tagore setzte sich seit 1828 in der religiösen Reformbewegung Brahmo Samaj gemeinsam mit seinem ebenfalls aus Bengalen stammenden Zeitgenossen Ram Mohan Roy (1772–1833) gegen überholte Kastenvorschriften, vor allem den Brauch der Witwenverbrennung (sati), ein und gehörte damit zur ersten Generation der Hindu-Reformer, deren stärkster Unterstützer ab 1839 sein ältester Sohn Debendranath Tagore wurde. Ihm folgten in der Zeit der sogenannten bengalischen Renaissance Ishwar Chandra Vidyasagar (1820–1891), Michael Madhusudan Dutt (1824–1873), Bankim Chandra Chattopadhyay (1838–1894) und schließlich Vivekananda (1863–1902).
Auf seiner zweiten Europareise im Jahr 1846 starb Dwarkanath Tagore in Europa, wie vor ihm auch Ram Mohan Roy, allerdings hoch verschuldet; die Wirtschaftskrise der 1840er Jahre und sein fürstlicher Lebensstil hatten ihn um sein Vermögen gebracht.
Anlässlich seines ersten Aufenthalts in England hatte er sich 1842 noch um die Grabstätte Ram Mohan Roys in Bristol gekümmert. Dwarkanath Tagores Grab liegt in Kensal Green, London.

## Zitat
- „Thakoor … in Bengalen Name einer Brahmanenfamilie, den die Familienmitglieder zu Tagore anglisiert haben und unter denen Leute von Charakter und Bedeutung waren. Am bekanntesten ist Dwarkanath Tagore, 'ein Mann von liberalem Zuschnitt und unternehmerischem Geist' (Wilson)“ – Hobson-Jobson, Anglo-Indian Dictionary, s. v. Thakoor.